# Malá Mača
Malá Mača (dříve Malý Mačad, maďarsky Kismácséd) je obec  na Slovensku v okrese Galanta, deset kilometrů severozápadně od Galanty. Žije v ní 607 obyvatel.

## Historie
Původní ves stála ve středověku na jiném místě, a to okolo ohrazeného kostela sv. Margity. Do roku 1918 bylo území obce součástí Uherska. V důsledku první vídeňské arbitráže bylo v letech 1938 až 1945 součástí Maďarska. V letech 1947 až 1948 došlo v obci k částečné výměně obyvatelstva v rámci výměny obyvatelstva mezi Československem a Maďarskem.

## Přírodní poměry
Území obce je součástí ptačí oblasti v soustavě Natura 2000 s názvem Úľanská mokraď. Nachází se v něm přírodní památka Mačiansky presyp.

## Pamětihodnosti
- Kostel svaté Margity – římskokatolický kostel z první poloviny 13. století. Kostel je postaven v románském slohu. Podle záznamů ostřihomské kapituly z první poloviny 14. století byl tento kostel farní i pro Dióseg (dnešní Sládkovičovo).[3] V 17. století byla přistavěna k západnímu průčelí hranolová věž. Zajímavostí je půlměsíc na jejím vrcholu.[5]